# 상주 콘서트 압사 사고
상주 콘서트 압사 사고는 2005년 10월 3일 17시 40분 경 경상북도 상주시 계산동에 위치한 상주시민운동장에서 일어난 압사 사고이다.

## 개요
당시 상주시민운동장 직3문 출입구에서, 상주 자전거 축제 행사 중 하나로 초청한 《MBC 가요콘서트》를 관람하기 위해 입장하던 관객들 중 시민 11명이 압사하고 70여명이 부상당했다. 이 콘서트에는 설운도, 태진아, 현철, 장윤정 등 유명 트로트 가수들의 출연이 예정되어 있었기 때문에 트로트를 즐기는 인근 지역 노인들이 주로 피해를 입었으며, 휘성, SS501 등 아이돌 스타 가수들의 출연도 예정되어 있어 어린이들도 피해를 입었다. 사고당시 운동장 주변에는 콘서트 관람을 위해 1만여명의 시민들이 모여 있었으며, 특히 사고가 난 출입구인 직3문 앞에서 5천여 명 정도가 입장을 기다리고 있었다. 주최측에서는 사람이 많이 몰릴 것을 예상하고 운동장 스탠드에 1만 개의 좌석, 잔디밭에 5천 개의 좌석을 추가 설치해둔 상황이었다. 사고현장에는 주최측 경비인력 70여명과 경찰인력 30명 등 100여명의 안전관련 요원들이 있었던 것으로 전해졌다.

## 목격자 증언
- "앞줄에 노인과 어린이들이 많았다. 출입구가 열리자마자 모든 사람이 한꺼번에 몰려들었고, 뒤쪽에서 밀어대는 힘을 노약자들이 견디지 못해 넘어졌다" - 목격자 강 아무개[2]
- "콘서트장 앞줄에는 특히 노인들이 많이 서 있었는데, 뒤에서 계속 사람들이 밀려들어오니까 힘없이 밀린 노인들이 넘어지고 깔리고 하면서 연쇄적으로 피해가 커졌다." - 목격자 최 아무개[3]
- "한 줄로 세워야 하는데 줄을 세우지 않아 이 같은 사고가 난 것 같다. 사고가 날 것 같아 주최측에 이야기를 했지만 받아들여지지 않았고, 주최측이 먼저 들어가는 사람부터 자리를 잡을 수 있다고 해서 줄을 안 서고 확 몰려들었다아?" - 목격자 전관호[1][2]

## 사고 원인
직접적인 사고 원인은, 17시 40분경 직 3문 열쇠를 보유한 상주시 공무원 최 아무개가 문을 여는 순간, 앞쪽에 있던 할머니 한 명이 떠밀려 넘어졌고 이어서 뒤에 있던 사람들이 연쇄적으로 넘어진 것이다. 당시 행사장 입구가 총 네 곳이었지만, 연예인이 참여하는 리허설에 시민들이 방해가 될 것을 우려한 주최측이 출입구를 모두 폐쇄하고 사고가 일어난 직 3문만을 개방하였다. 실제 행사는 오후 6시였고, 주최측에서는 원래 행사 직전까지 문을 개방하지 않으려 했으나, 경찰이 날이 어두워지고 대기인원이 많아져 사고위험이 높다고 보고 오후 5시 30분쯤 출입구 개방을 요구하였으며, 주최측에서는 이를 거부하다가 5시 40분쯤 뒤늦게 한 개의 문만을 개방하였다. 게다가 주최측 행사 진행 요원이 입장객들을 줄을 세우지 않고 그대로 입장시켜 피해가 더 증폭되었다.
사고가 일어난 직 3문은 원래 입구가 아닌 출구로, 운동장 안쪽으로 경사가 45도에 가까워 한꺼번에 많은 사람이 입장할 경우 사고위험이 큰 곳이다. 반대 형태의 경사를 가졌던 직 1문과 직 4문을 열었다면 피해를 줄일 수 있었다.
한편 행사 주최측에서는 경찰에 230명의 경찰 병력을 요구하였으나 거절당했다고 주장했다. 당시 배치된 경찰 병력은 30명에 불과했다.
또한 주최측에서는 당시 직 3문과 4문, 즉 두 개의 문을 개방할 예정이었으나, 연예인이 이용하는 화장실이 직 4문 부근에 있다는 이유로 문화방송이 거절하여 직 3문만 열게 되었다고 주장하였다.
당시 행사장에 있었던 최병택 상주인터넷방송 사장은, 사고가 난 문에 경찰이 단 두 명만 배치가 되어 있었고, 당황한 안전요원이 사고 당시 다시 문을 닫으려 하면서 흐름이 막혀 중간에 갇힌 사람들이 더욱 큰 피해를 입었으며, 사고이후 지휘체계가 전혀 없었던데다 긴급차량이 다닐 도로도 확보되지 않는 등 경찰과 시 공무원들의 사고 수습 능력에 문제가 있었다고 주장했다.

## 사건 수사 및 처벌

### 경찰 수사
사건 수사가 진행되면서, 행사를 진행한 국제문화진흥협회가 비상식적으로 낮은 가격에 행사를 진행했으며, 이 과정에서 경비용역업체에 지급되는 돈에도 문제가 생겨 충분한 통제 인원수를 확보하지 못한 것으로 드러났다. 이로 인해 협회와 상주시간의 비리 의혹이 일어났다. 협회의 경우 비영리단체라 행사를 직접 진행할 수 없어, 협회 부회장이 대주주로 참여했던 별도의 이벤트회사에 다시 공연 업무를 위임했으며, 경호를 맡았던 업체도 세금문제로 허가가 취소된 업체였음이 드러났다.
경찰은 당시 현장 경호를 맡은 모 경호회사 대표와, 행사를 대행한 국제문화진흥협회 부회장을 업무상 과실치사상 혐의로 긴급 체포했다. 이후 2005년 10월 9일에 국제문화진흥협회 회장도 업무상 과실치사 혐의 등으로 구속했다.

### 관련자 처벌
2006년 2월 17일, 대구지방법원 상주지원은 김근수 당시 상주시장에게 지휘감독을 소홀히 한 혐의를 인정하여, 금고 1년 6월, 집행유예 2년을 선고했다. 또한 국제문화진흥협회 회장 김완기에게는 징역 1년, 동 협회 실무부회장 황금복에게는 징역 2년6월, 경호업체 대표 이창근에게는 징역 2년을 각각 선고했다. 또 상주시 행정지원국장 박동석에게는 금고 1년에 집행유예 2년, 새마을과장 김영희에게는 금고 1년에 집행유예 2년, 새마을과 6급 정욱진에게는 징역 10월에 집행유예 2년, MBC PD 김엽에게는 금고 10월에 집행유예 2년, 민족문화교류협회 부장 박춘희에게는 금고 10월에 집행유예 2년을 각각 선고했다.
김근수 시장이 퇴임한 후 2006년 10월 26일, 대법원은 불구속 기소된 상태였던 김근수 전 상주시장에게 금고 1년 6월, 집행유예 2년을 선고한 원심을 확정했으며, 국제문화진흥협회장 김완기에게는 징역 8월 및 집행유예 3년, 문화방송 PD 김엽에게는 대해 금고 10월과 집행유예 2년을 선고한 원심을 확정했다.
2007년 8월, 문화방송의 담당 PD는 1년 정직의 자체 징계를 받았다가, 그 해 12월 10일 6개월 감봉으로 징계 축소가 결정됐다.

## 사상자 지원

### 사망자 안치 및 부상자 치료
사건당시 사망자들은 상주성모병원과 상주적십자병원에 분산 안치됐고, 부상자들은 위 병원들을 포함한 여러 상주시내 병원들로 옮겨져 치료를 받았다.

### 보상
행사를 대행한 국제문화진흥협회의 재정 상태가 불량하고, 협회가 한번 더 행사를 위임한 이벤트 업체가 보험 가입이 되어있지 않아 보상 재원 마련에 어려움을 겪었다. 이 과정에서 상주시가 대행업체의 보험 가입 여부를 제대로 확인하지 않은 점을 들어 공동 책임이 요구되었다.
이후 재판 진행과정에서 문화방송 관계자에게도 유죄가 선고됨에 따라, 상주시에서는 부상자에 대한 보상 문제를 마무리한 다음 사망자에 대한 보상 문제를 문화방송에 위탁하게 되었고, 2007년 문화방송에서는 대구 지하철 화재 참사당시의 보상금 수준인 2억2000만원 정도를 보상금으로 제시했지만 유족들은 사건 형태가 다르다는 점을 들어 이를 거절하였다.
2008년 1월 사건 관련 부상자들이 추가 보상 및 관련자 면담을 요구하며 문화방송 사옥에서 시위를 벌였으나, 문화방송은 이미 다른 유사사건의 보상 조건을 상회하는 수준의 보상을 완료하였기 때문에 추가 보상이나 면담은 이유가 없다고 주장하며 거절하였다.

## 사건 여파
- 《MBC 가요콘서트》는 2005년 9월 30일 방송이 마지막 방송이 되었다. 그 해 10월 7일 방송 시간에는 다큐멘터리 《예술의 고향》이 방송되었고, 10월 12일 논의 끝에 프로그램 폐지가 최종 확정되었다. 이후 하반기 가을 개편을 통해 후속 프로그램인 《MBC 가요큰잔치》가 편성되었지만, 방송사 측의 누적되는 적자와 시청률 급락으로, 방송 3년 만에 막을 내렸다.